# 赤羽神社
赤羽神社（あかばじんじゃ）は、兵庫県神戸市西区伊川谷町にある神社。式内社で、旧社格は村社。

## 祭神

### 主祭神
- 天羽赤玉神（アメノハアカルタマノカミ）

### 配祀神
- 伊弉諾命（イザナギノミコト）
- 軻遇突知命（カグツチノミコト）
- 大日靈貴命（オオヒルメムチノミコト）

## 歴史
「赤羽」という名称は、垂仁天皇の御代に天日槍が招来した「羽赤玉」に由来するとされている。
延長5年（927年）成立の『延喜式』神名帳では、播磨国明石郡に「赤羽神社」として記載され、式内社に列している。
『大日本地名辞書』には「延喜式赤羽神社は井川荘泉村の赤羽（アカハ）に在り」という記述があることから、かつては地名にも残されていたと考えられる。

## 境内

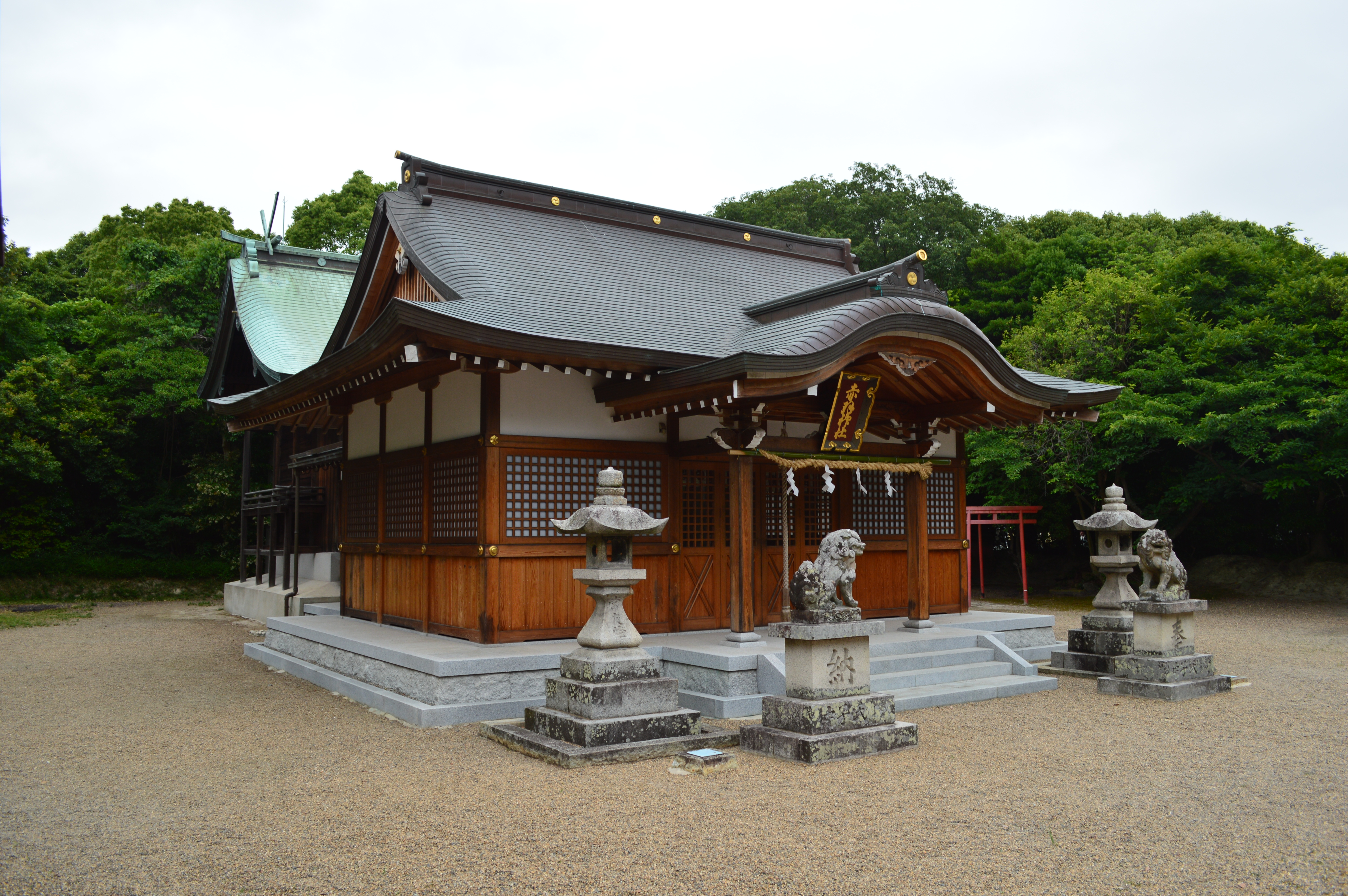
社殿
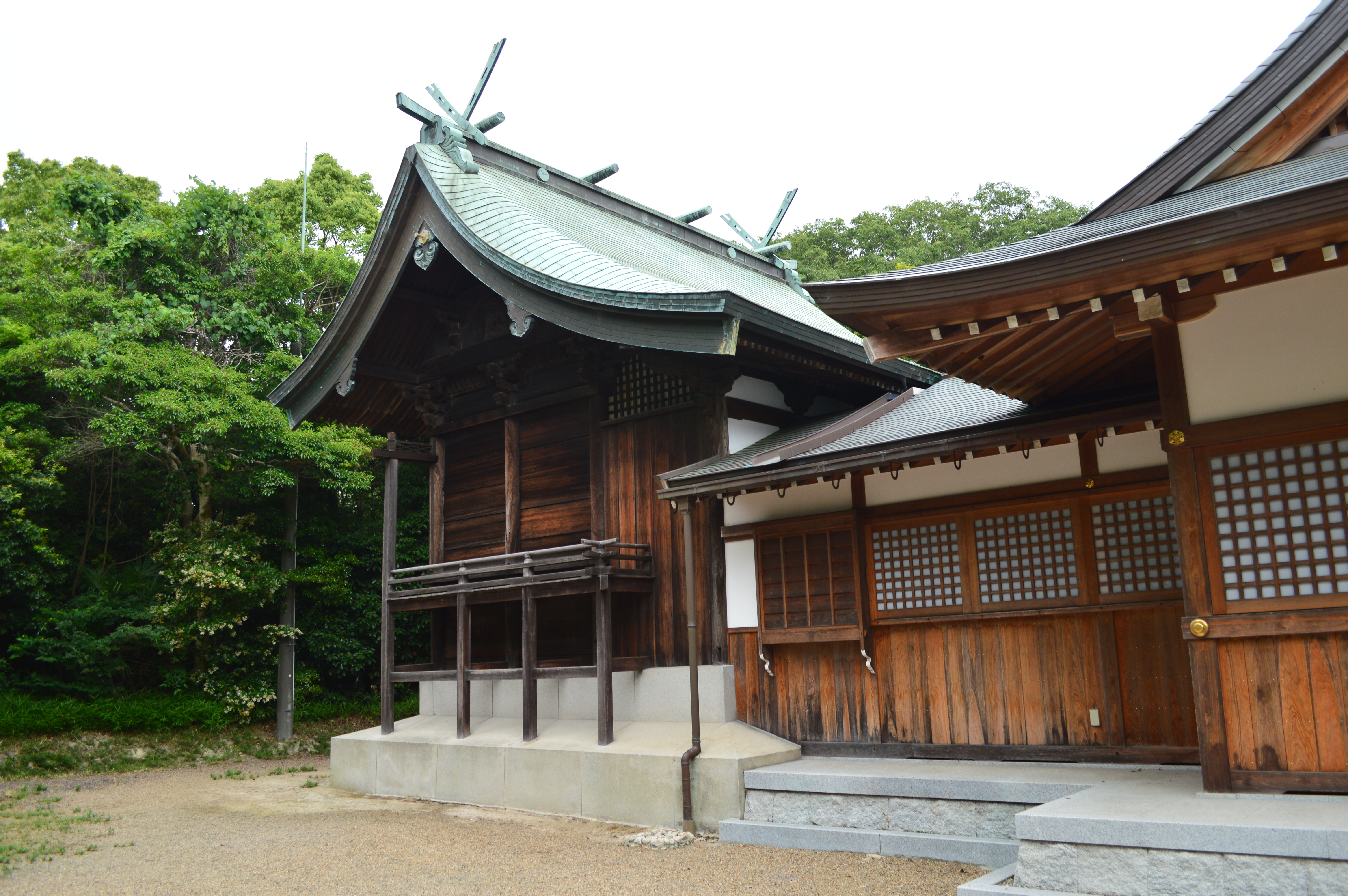
本殿
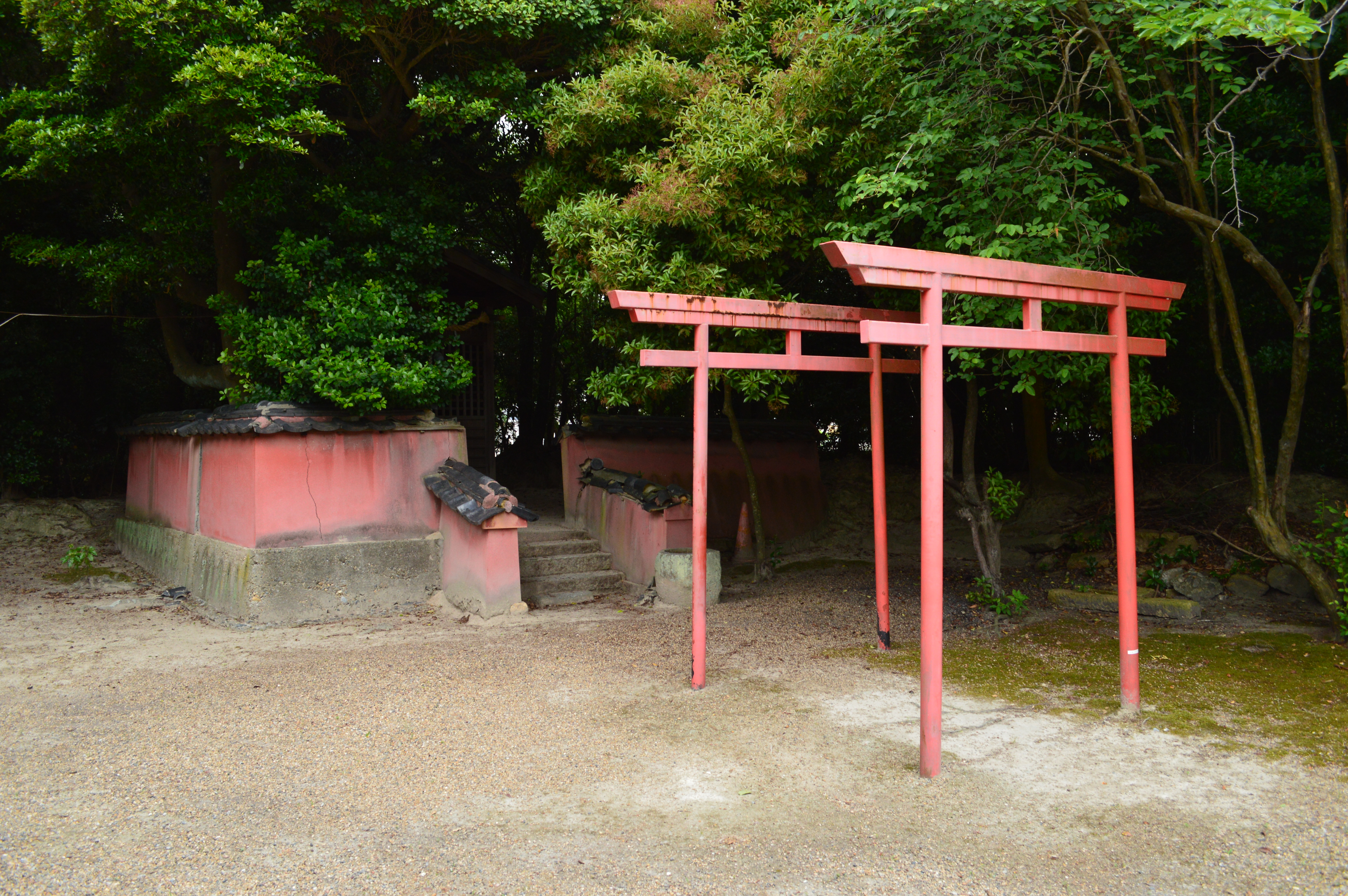
境内社
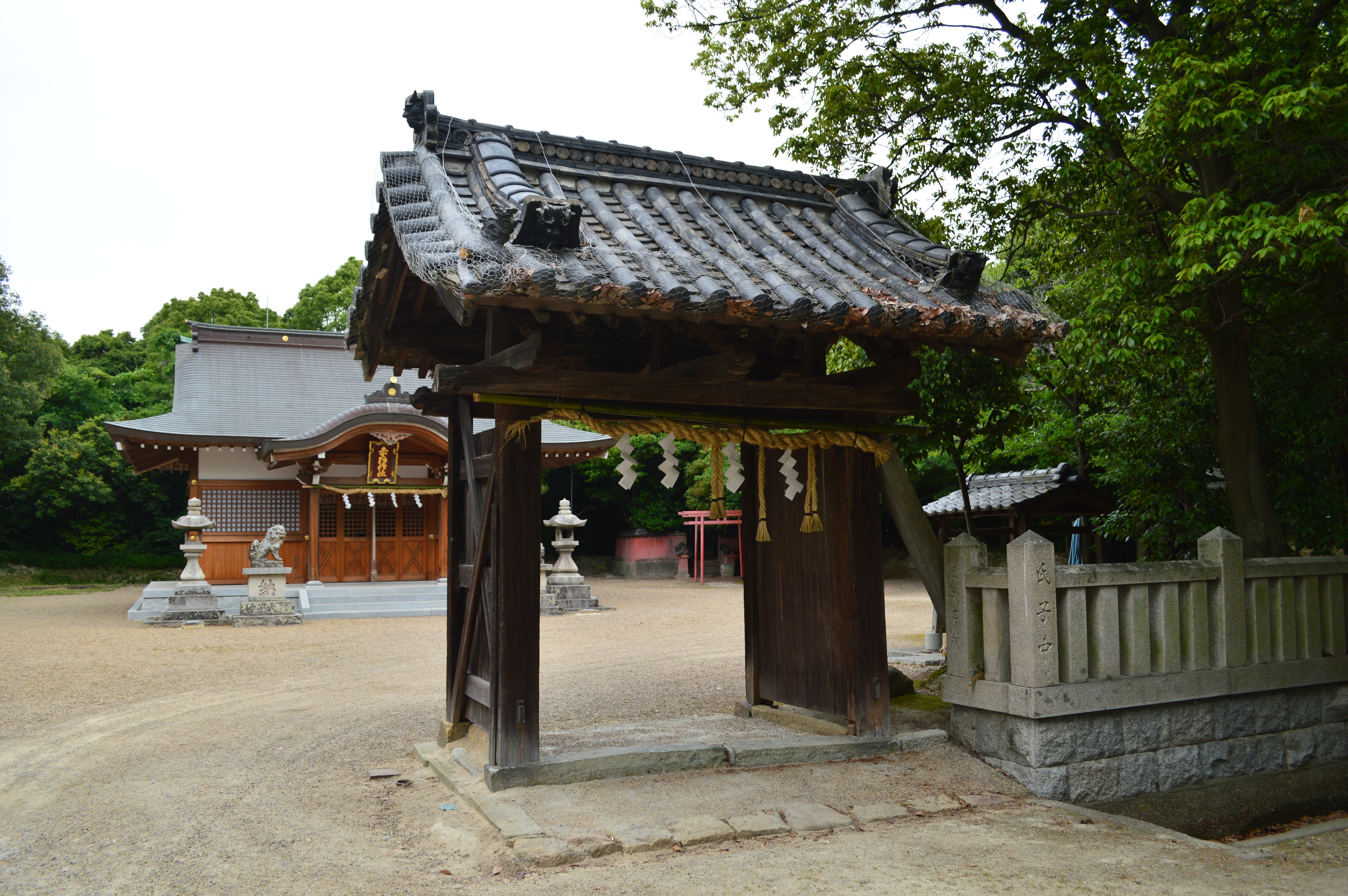
神門
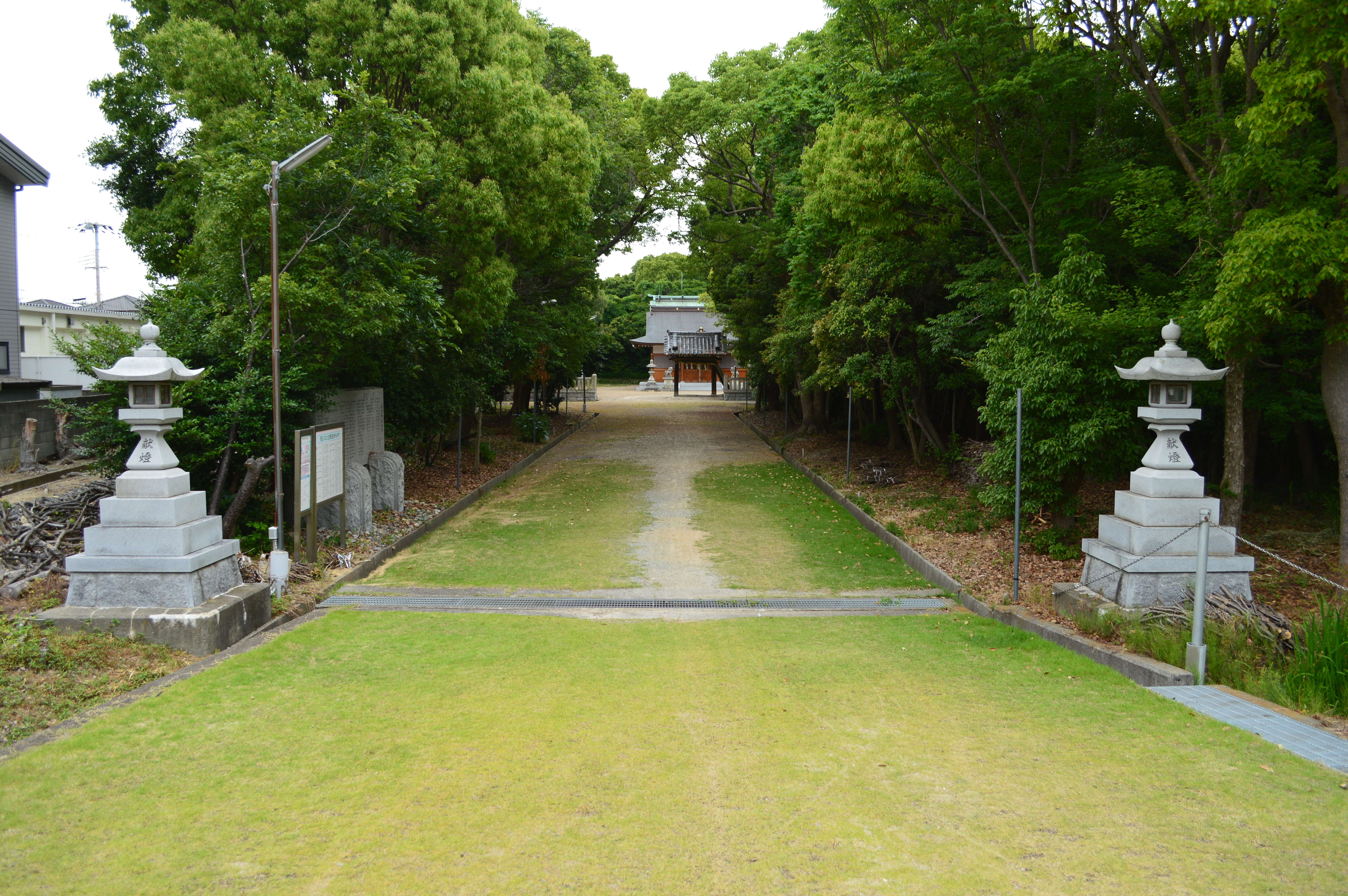
境内入り口
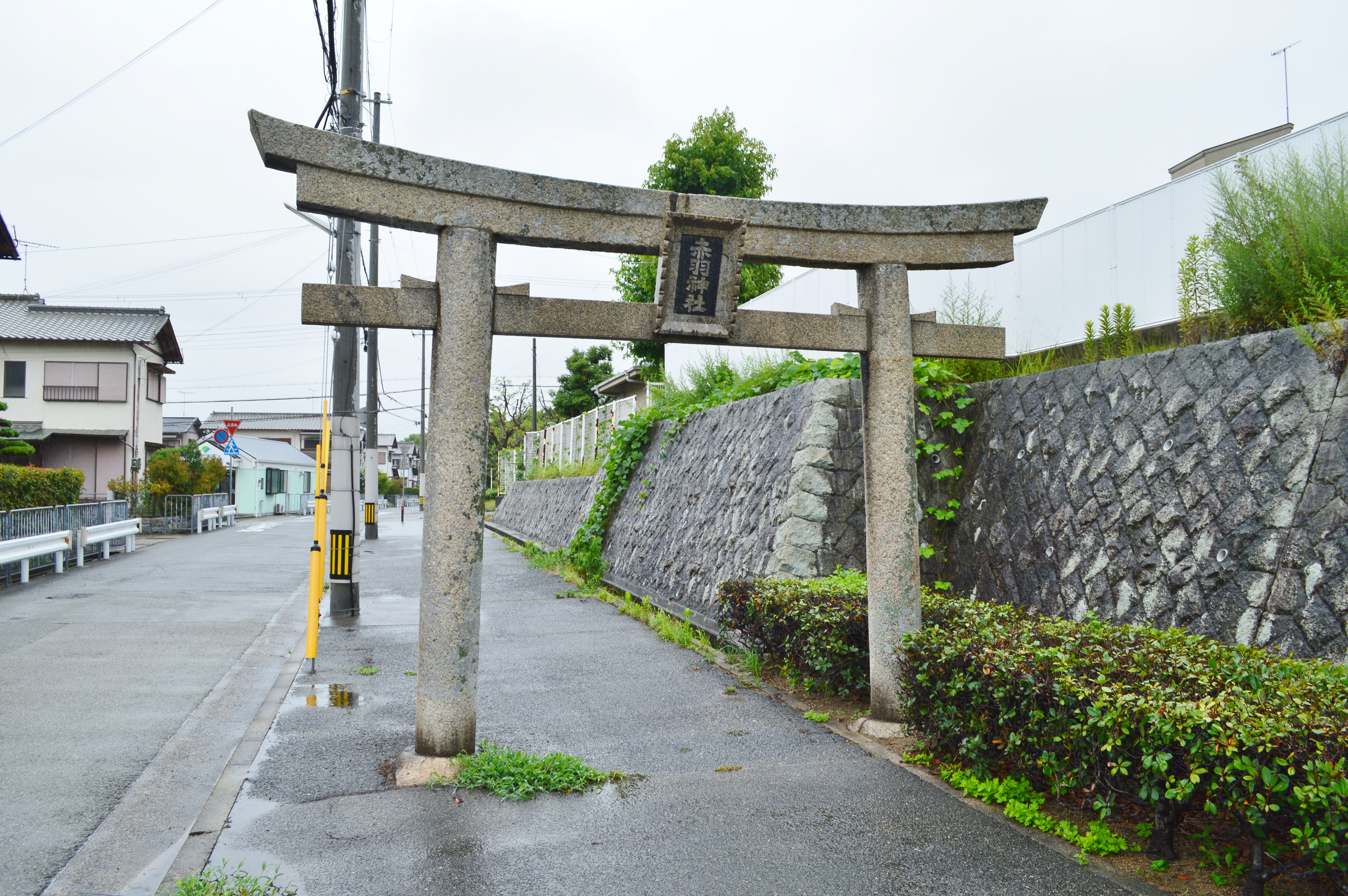
鳥居